# 6617 Боецій
6617 Бое́цій (6617 Boethius) — астероїд головного поясу, відкритий 25 березня 1971 року.
Тіссеранів параметр щодо Юпітера — 3,643.